# Carolina Marín
Carolina María Marín Martín (Huelva, 15 giugno 1993) è una giocatrice di badminton spagnola, campionessa olimpica nel singolo ai Giochi olimpici di Rio de Janeiro 2016.

## Palmarès
- Olimpiadi

Rio de Janeiro 2016: oro nel singolo.
- Mondiali

Copenaghen 2014: oro nel singolo.
Jakarta 2015: oro nel singolo.
Nanchino 2018: oro nel singolo.
Copenhagen 2023: argento nel singolo
- Europei

Kazan 2014: oro nel singolo.
La Roche-sur-Yon 2016: oro nel singolo.
Kolding 2017: oro nel singolo.
Huelva 2018: oro nel singolo.
Kiev 2021: oro nel singolo.
Madrid 2022: oro nel singolo.
Saarbrücken 2024: oro nel singolo.
- Europei a squadre

Kazan 2016: bronzo.
Kazan 2017: bronzo.
Łódź 2024: argento.